# دائرة مسيك
دائرة مَسَيك أو (نقحرة: ماسايك) هي دائرة إدارية في بلجيكا، تتبع لِمبُرغ.

## التقسيمات الإدارية
- بُخُلت
- بري
- ديلسن- ستوكوم
- هامونت- آخل
- Hechtel-Eksel [الإنجليزية]‏
- Houthalen-Helchteren [الإنجليزية]‏
- كنروي
- لومل
- مَسَيْك
- Meeuwen-Gruitrode [الإنجليزية]‏
- نيربيلت
- Overpelt [الإنجليزية]‏
- Peer, Belgium [الإنجليزية]‏.